# William Addams
William Addams (* 11. April 1777 im Lancaster County, Pennsylvania; † 30. Mai 1858 in Spring, Pennsylvania) war ein US-amerikanischer Politiker. Zwischen 1825 und 1829 vertrat er den Bundesstaat Pennsylvania im US-Repräsentantenhaus.

## Werdegang
Über die Jugend und Schulausbildung von William Addams ist nichts überliefert. Er zog in das Berks County, wo er sich nahe der Stadt Reading niederließ. Zwischen 1813 und 1814 war er Bezirksrevisor (County Auditor) und von 1814 bis 1817 gehörte er dem dortigen Bezirksrat an. Politisch war Addams Mitglied der Demokratisch-Republikanischen Partei. In den 1820er Jahren schloss er sich der Bewegung um den späteren Präsidenten Andrew Jackson an. Zwischen 1822 und 1824 war er Abgeordneter im Repräsentantenhaus von Pennsylvania.
Bei den Kongresswahlen des Jahres 1824 wurde Addams im siebten Wahlbezirk von Pennsylvania in das US-Repräsentantenhaus in Washington, D.C. gewählt, wo er am 4. März 1825 die Nachfolge von Daniel Udree antrat. Nach einer Wiederwahl konnte er bis zum 3. März 1829 zwei Legislaturperioden im Kongress absolvieren. Diese Zeit war von heftigen Diskussionen zwischen den Anhängern von Andrew Jackson und denen von Präsident John Quincy Adams bzw. Henry Clay geprägt. Im Jahr 1828 wurde William Addams nicht mehr zur Wiederwahl nominiert.
Nach seinem Ausscheiden aus dem Kongress war Addams Mitglied des Komitees für Blinde und Taube in den Staaten New York und Ohio. Zwischen 1839 und 1842 fungierte er als Richter im Berks County, was auf ein früheres Jurastudium schließen lässt. Er war auch Hauptmann der Miliz der Stadt Reading. Außerdem befasste er sich mit landwirtschaftlichen Angelegenheiten. Er starb am 30. Mai 1858 in Spring.